# Giovanni Donati
Giovanni Battista Donati (phát âm tiếng Ý: [dʒoˈvanni baˈtista doˈnaːti]) (1826-1873) là nhà thiên văn người Ý.
Dunati được công nhận tốt nghiệp tại ngôi trường đại học tại quê nhà, Pisa, và sau đó tham gia vào bộ quản lý của đài thiên văn ở Florence vào năm 1852. Ông được chỉ định giám đốc vào năm 1864.
Donati là một người tiên phong trong việc nghiên cứu quang phổ của vì sao, Mặt Trời và các sao chổi. Ông quan sát pha tối Mặt Trời vào ngày 18 tháng 7 năm 1860 ở Torreblanca ở Tây Ban Nha. Cũng trong năm đó, ông bắt đầu các cuộc thử nghiệm về quang phổ của sao. Vào năm 1862, ông xuất bản một luận văn có tên Intorno alle strie degli spettri stellari đề cập đến vấn đề sự thuận lợi của phân loại vật lý đối với các vì sao. Donati cũng sử dụng quang phổ của các sao chổi để tìm ra cấu tạo thành phần của chúng. Cụ thể, đối với sao chổi 1864b, ông tìm thấy 3 vệt sáng của nó mà sau này được William Huggins chỉ ra đó là ánh sáng phát quang do carbon sinh ra. Ông còn khám phá ra rằng quang phổ của sao chổi còn dễ thay đổi khi đi qua Mặt Trời, dẫn đến việc ánh sáng tự nó phát ra lớn hơn ánh sáng phản xạ từ Mặt Trời. Chí ít, ông đã chỉ ra rằng thành phần của các sao chổi là gas. Giữa 1854 và 1864, ông khám phá 6 sao chổi mới, trong đó có một cái được đặt tên là Sao chổi Donati. Ngoài ra, Donati còn nghiên cứu về cực quang vào ngày 4 tháng 2 năm 1872. Từ đó, ông chỉ ra rằng đó là một hiện tượng đặc trưng của khoa học và ông đã gọi nó là "khí tượng học vũ trụ". Tuy nhiên, ông đã không thể theo đuổi nghiên cứu này vì ông qua đời do bệnh tả. Chính vì căn bệnh đó, ông đã không thể tham dự hội nghị khoa học được tổ chức tại Viên vào năm 1874.

## Vinh danh
- Hố Donati trên Mặt Trăng.
- Tiểu hành tinh 16682 Donati.